# Харкат-уль-Джихад-аль-Исламия
Харкат-уль-Джихад-аль-Исламия (араб. حركة الجهاد الإسلامي‎, дословно — «Исламское движение сопротивления») (ИДС) — суннитская исламистская фундаменталистская военизированная организация, самая активная в южноазиатских странах, таких как Пакистан, Бангладеш и Индия, с начала 1990-х. Запрещена в Бангладеш в 2005 году, и была маркирована, как террористическая организация Соединенными Штатами в конце 1990-х.
Свою деятельность начала в 1984 году в Пакистане, с объявления джихада против шурави. После окончания войны частично развалилась. Базы были на территории Пакистана и Бангладеш. Известна своими террористическими актами на территории Индии.